# Пульсниц
Пульсниц (нем. Pulsnitz; в.-луж. Połčnica) — город в Германии, районный центр, расположен в земле Саксония. Подчинён административному округу Дрезден. Входит в состав района Баутцен. Подчиняется управлению Пульсниц. Население составляет 7804 человека (на 2009 год). Занимает площадь 26,72 км². Официальный код — 14 2 92 430.
Город подразделяется на 5 городских районов.
Пульсниц знаменит своими пряниками.